# Assurdugul
Assurdugul o Aššūr-dugul va ser un rei d'Assíria del confús període històric que anava entre els anys 1730/1720 aC i 1710/1700 aC, en què set personatges d'origen desconegut es van disputar el poder a Assur.
A la Llista dels reis d'Assíria se l'anomena "fill de ningú", que vol dir que no era de cap família reial i, per tant, un usurpador. La Llista diu que va arribar al tron derrocant al rei anterior, Mut-Aixkur, (encara que sembla que entremig haurien regnat Rimuix d'Assíria i Asinum), que era considerat estranger, era amorrita, i vassall de Babilònia.
Durant el seu regnat van aparèixer sis reis més, també "fills de ningú", que devien governar simultàniament, cosa que indica la fragmentació en què es va trobar el regne d'Assíria. Assurdugul sembla que va governar durant sis anys, i els reis alternatius van regnar segurament només mesos, potser només dies. L'últim d'ells, Adasi, va fundar la dinastia següent.
A Assurdugul, segons la Llista, el va succeir Belubani.